# هازيلتون (أيداهو)
هازيلتون (بالإنجليزية: Hazelton)‏ هي مدينة أمريكية تقع في ولاية أيداهو. تبلغ مساحة هذه المدينة 0.8 (كم²)،ويبلغ عدد سكانها 687 نسمة حسب إحصاء سنة 2010 م 687.تشير إحصاءات سنة 2000م بأن الكثافة السكانية في هذه المدينة تقدر بـ(810.8) نسمة/كم2

## التركيبة السكانية
قام مكتب تعداد الولايات المتحدة بتحديد بيانات التركيبة السكانية لهازيلتون في تعداد الولايات المتحدة. في ما يلي، التركيبة السكانية حسب تعدادي 2000 و2010.

### تعداد عام 2000
بلغ عدد سكان هازيلتون 687 نسمة بحسب تعداد عام 2000، وبلغ عدد الأسر 238 أسرة وعدد العائلات 172 عائلة مقيمة في المدينة. في حين سجلت الكثافة السكانية 2,099.9 نسمة لكل ميل مربع (810.8/كم2). وبلغ عدد الوحدات السكنية 270 وحدة بمتوسط كثافة قدره 825.3 نسمة لكل ميل مربع (318.7/كم2).
وتوزع التركيب العرقي للمدينة بنسبة 83.55% من البيض و1.31% من الأمريكيين الأصليين و0.87% من الأمريكيين الأفارقة و0.87% من عرقين مختلطين أو أكثر.
بلغ عدد الأسر 238 أسرة كانت نسبة 41.2% منها لديها أطفال تحت سن الثامنة عشر تعيش معهم، وبلغت نسبة الأزواج القاطنين مع بعضهم البعض 58.8% من أصل المجموع الكلي للأسر، ونسبة 9.2% من الأسر كان لديها معيلات من الإناث دون وجود شريك، وكانت نسبة 27.7% من غير العائلات. تألفت نسبة 23.9% من أصل جميع الأسر من أفراد ونسبة 15.5% كانوا يعيش معهم شخص وحيد يبلغ من العمر 65 عاماً فما فوق. وبلغ متوسط حجم الأسرة المعيشية 3.53، أما متوسط حجم العائلات فبلغ 2.89.
بلغ العمر الوسطي للسكان 32 عاماً. وكانت نسبة 34.2% من القاطنين تحت سن الثامنة عشر، وكانت نسبة 8.3% بين الثامنة عشر والأربعة وعشرون عاماً، ونسبة 25.6% كانت واقعةً في الفئة العمرية ما بين الخامسة والعشرين حتى الرابعة والأربعين عاماً، ونسبة 17.2% كانت ما بين الخامسة والأربعين حتى الرابعة والستين، ونسبة 14.7% كانت ضمن فئة الخامسة والستين عاماً فما فوق. يوجد لكل 100 أنثى 99.1 ذكر، ويوجد لكل 100 أنثى في الثامنة عشر من عمرها فما فوق 100.0 ذكر.
بلغ متوسط دخل الأسرة في المدينة 22,596 دولار، أما متوسط دخل العائلة فبلغ 30,000 دولار. وكان متوسط دخل الذكور 30,132 دولار مقابل 18,125 دولار للإناث. وسجل دخل الفرد الخاص بالمدينة 10,215 دولار. وكانت نسبة 24.1% من العائلات ونسبة 29.5% من السكان تحت خط الفقر، وكان من هؤلاء نسبة 37.7% تحت سن الثامنة عشر ونسبة 10.6% في الخامسة والستين من العمر وما فوق.

### تعداد عام 2010
بلغ عدد سكان هازيلتون 753 نسمة بحسب تعداد عام 2010، وبلغ عدد الأسر 254 أسرة وعدد العائلات 187 عائلة مقيمة في المدينة. في حين سجلت الكثافة السكانية 2,035.1 نسمة لكل ميل مربع (785.8/كم2). وبلغ عدد الوحدات السكنية 272 وحدة بمتوسط كثافة قدره 735.1 لكل ميل مربع (283.8/كم2).
وتوزع التركيب العرقي للمدينة بنسبة 74.9% من البيض و0.1% من الأمريكيين الأصليين و0.3% من الأمريكيين ذوي الأصول الآسيوية و2.7% من عرقين مختلطين أو أكثر.
بلغ عدد الأسر 254 أسرة كانت نسبة 44.9% منها لديها أطفال تحت سن الثامنة عشر تعيش معهم، وبلغت نسبة الأزواج القاطنين مع بعضهم البعض 59.8% من أصل المجموع الكلي للأسر، ونسبة 10.6% من الأسر كان لديها معيلات من الإناث دون وجود شريك، بينما كانت نسبة 3.1% من الأسر لديها معيلون من الذكور دون وجود شريكة وكانت نسبة 26.4% من غير العائلات. تألفت نسبة 22.4% من أصل جميع الأسر من أفراد ونسبة 11.4% كانوا يعيش معهم شخص وحيد يبلغ من العمر 65 عاماً فما فوق. وبلغ متوسط حجم الأسرة المعيشية 3.56، أما متوسط حجم العائلات فبلغ 2.96.
بلغ العمر الوسطي للسكان 31.2 عاماً. وكانت نسبة 33.6% من القاطنين تحت سن الثامنة عشر، وكانت نسبة 8.9% بين الثامنة عشر والأربعة وعشرون عاماً، ونسبة 24.7% كانت واقعةً في الفئة العمرية ما بين الخامسة والعشرين حتى الرابعة والأربعين عاماً، ونسبة 20.8% كانت ما بين الخامسة والأربعين حتى الرابعة والستين، ونسبة 12% كانت ضمن فئة الخامسة والستين عاماً فما فوق. وتوزع التركيب الجنسي للسكان بنسبة 50.3% ذكور و49.7% إناث.